# Olesicampe pikonemae
Olesicampe pikonemae är en stekelart som beskrevs av Walley 1942. Olesicampe pikonemae ingår i släktet Olesicampe och familjen brokparasitsteklar. Inga underarter finns listade i Catalogue of Life.